# Juan Bell
Juan Bell Mathey (29 de marzo de 1968-24 de agosto de 2016) fue un beisbolista dominicano que jugó en las Grandes Ligas de Béisbol desde  1989 hasta 1995.

## Carrera
Bell fue firmado originalmente por los Dodgers de Los Ángeles en 1984 a la edad de 16 años.  Después de pasar cuatro temporadas en el sistema de ligas menores de los Dodgers, fue cambiado a los Orioles de Baltimore junto con los lanzadores relevistas Brian Holton y Ken Howell, a cambio de Eddie Murray.

### Baltimore Orioles
Bell vería su primera acción en las Grandes Ligas en la temporada siguiente, mientras estaba en las menores fue llamado por los Orioles en septiembre de 1989. Entre 1989 y 1990, Bell jugaría en solo 13 partidos, sobre todo como corredor emergente. En 1991, Bell tuvo su oportunidad como jugador regular, alternándose en la segunda base con Billy Ripken y estando al lado del hermanos de Billy, Cal Ripken, Jr., el campocorto regular de los Orioles. Sin embargo, Bell bateó apenas .172, y la primavera siguiente fue sustituido por Mark McLemore y enviado de regreso a las menores.

### Philadelphia Phillies
En agosto de 1992, Bell fue traspasado a los Filis de Filadelfia por el infielder Steve Scarsone, y Bell regresó a las Grandes Ligas. En 46 partidos como torpedero regular de los Filis durante el resto de la temporada, Bell bateó para .204, pero fue suficiente para permitirle seguir con el equipo en el spring training. Una vez más, sin embargo, el bate de Bell no estuvo a la altura, ya que solo bateó para .200 en 65 turnos al bate antes de ser colocado en la lista de waivers.

### Milwaukee Brewers
Bell fue reclamado por los Cerveceros de Milwaukee, quienes le dieron un tiempo más extendido en la posición como regular. Bell respondió con lo que fue su mejor temporada, bateando .234 con marcas personales en jonrones (5) y carreras impulsadas (29). La primavera siguiente, fue puesto en libertad por los Cerveceros, quienes habían firmado a Jody Reed en la temporada baja para jugar en la segunda base.

### Declive de su carrera
En las dos próximas temporadas, Bell obtendría pruebas adicionales con los Expos de Montreal y los Medias Rojas de Boston. Incluso estableció una marca en su carrera en promedio de bateo (.278) en 1994 con los Expos, aunque fue en apenas 97 turnos al bate. Pasó la mayor parte de esas dos temporadas en las ligas menores, sin embargo continuó jugando en las menores hasta 1998, terminando su carrera con los Syracuse SkyChiefs en el sistema de ligas menores de Toronto Blue Jays. Bell terminó su carrera con un promedio de bateo de apenas .212 en 329 juegos.

## Familia
Juan Tito Bell hijo de George Vinicio Bell y Juana Bell. 
Siendo el menor de una familia de hermanos de seis; Maria Bell, Maricela Bell, Jose Bell, George Bell, Rolando Bell, y Elvin Bell.
Bell es el hermano menor del expelotero de Grandes Ligas George Bell. Su otro hermano, Rolando Bell, jugó dos temporadas en el sistema de ligas menores de los Dodgers. Rolando Bell tiene una familia de tres hembras y varón Juan Bell tiene una familia de dos hembras Neiby Kameill Bell, Karielis Rosel Bell y dos varones Juan Tito Bell, Jr. y Joanthony Bell.
Como hermano se olvida de Jose Bell fue firmado por los Dodgers en 1980, y jugó ligas menores. En ese tiempo se pronisticaba que iba a ser una estrella en el shostop, José Bell el segundo de la familia Bell tiene una vida hecha en Estados Unidos por más treinta años. Tiene una familia de cinco hijos: Jonathan Bell, Jose Bell, Joel Vinicio Bell, Georginette Bell.
El pelotero Juan Tito Bell tiene una familia diversa y engrandecida.